# Tunis Open 2025
Il Tunis Open 2025 è stato un torneo maschile di tennis professionistico. È stata la 15ª edizione del torneo, facente parte della categoria Challenger 75 nell'ambito dell'ATP Challenger Tour 2025, con un montepremi di 100 000 $. Si è giocato dal 12 al 17 maggio 2025 sui campi in terra rossa del Tennis Club de Tunis di Tunisi, in Tunisia.

## Partecipanti

### Teste di serie
| Nazionalità | Giocatore      | Ranking* | Testa di serie |
| ----------- | -------------- | -------- | -------------- |
| Francia     | Valentin Royer | 117      | 1              |
| Stati Uniti | Emilio Nava    | 137      | 2              |
| Argentina   | Federico Coria | 141      | 3              |
| Hong Kong   | Coleman Wong   | 174      | 4              |
| Lussemburgo | Chris Rodesch  | 178      | 5              |
| Giappone    | Yuta Shimizu   | 193      | 6              |
| Tunisia     | Aziz Dougaz    | 198      | 7              |
| Ungheria    | Zsombor Piros  | 204      | 8              |

* Ranking al 5 maggio 2025.

### Altri partecipanti
I seguenti giocatori hanno ricevuto una wild card per il tabellone principale:
- Moez Echargui
- Aziz Ouakaa
- Benoît Paire

Il seguente giocatore è entrato in tabellone come special exempt:
- Francesco Maestrelli

Il seguente giocatore è entrato in tabellone nell'ambito dello Junior Accelerator Programme:
- Maxim Mrva

I seguenti giocatori sono entrati in tabellone come alternate:
- Robin Bertrand
- Enrico Dalla Valle
- Corentin Denolly

I seguenti giocatori sono passati dalle qualificazioni:
- Christoph Negritu
- James Watt
- Ivan Gakhov
- Àlex Martí Pujolràs
- Hynek Bartoň
- Dan Added

## Punti e montepremi
| Torneo    | Torneo              | V     | F     | SF    | QF    | 2T    | 1T  | Q | Q2  | Q1  |
| Singolare | Punti               | 75    | 44    | 22    | 12    | 6     | 0   | 4 | 2   | 0   |
| Singolare | Premi in denaro ($) | 9 880 | 5 820 | 3 450 | 2 000 | 1 165 | 720 | – | 360 | 185 |
| Doppio    | Punti               | 75    | 44    | 22    | 12    | –     | 0   | – | –   | –   |
| Doppio    | Premi in denaro ($) | 4 250 | 2 450 | 1 480 | 880   | –     | 500 | – | –   | –   |

## Campioni

### Singolare
Zsombor Piros ha sconfitto in finale  Titouan Droguet con il punteggio di 7–5, 7–6(3).

### Doppio
Hynek Bartoň /  Michael Vrbenský hanno sconfitto in finale  Siddhant Banthia /  Alexander Donski con il punteggio di 5–7, 6–4, [10–7].